# Thalaina magnificaria
Thalaina magnificaria är en fjärilsart som beskrevs av Achille Guenée 1858. Thalaina magnificaria ingår i släktet Thalaina och familjen mätare. Inga underarter finns listade i Catalogue of Life.